# Wiktor Ziajowski

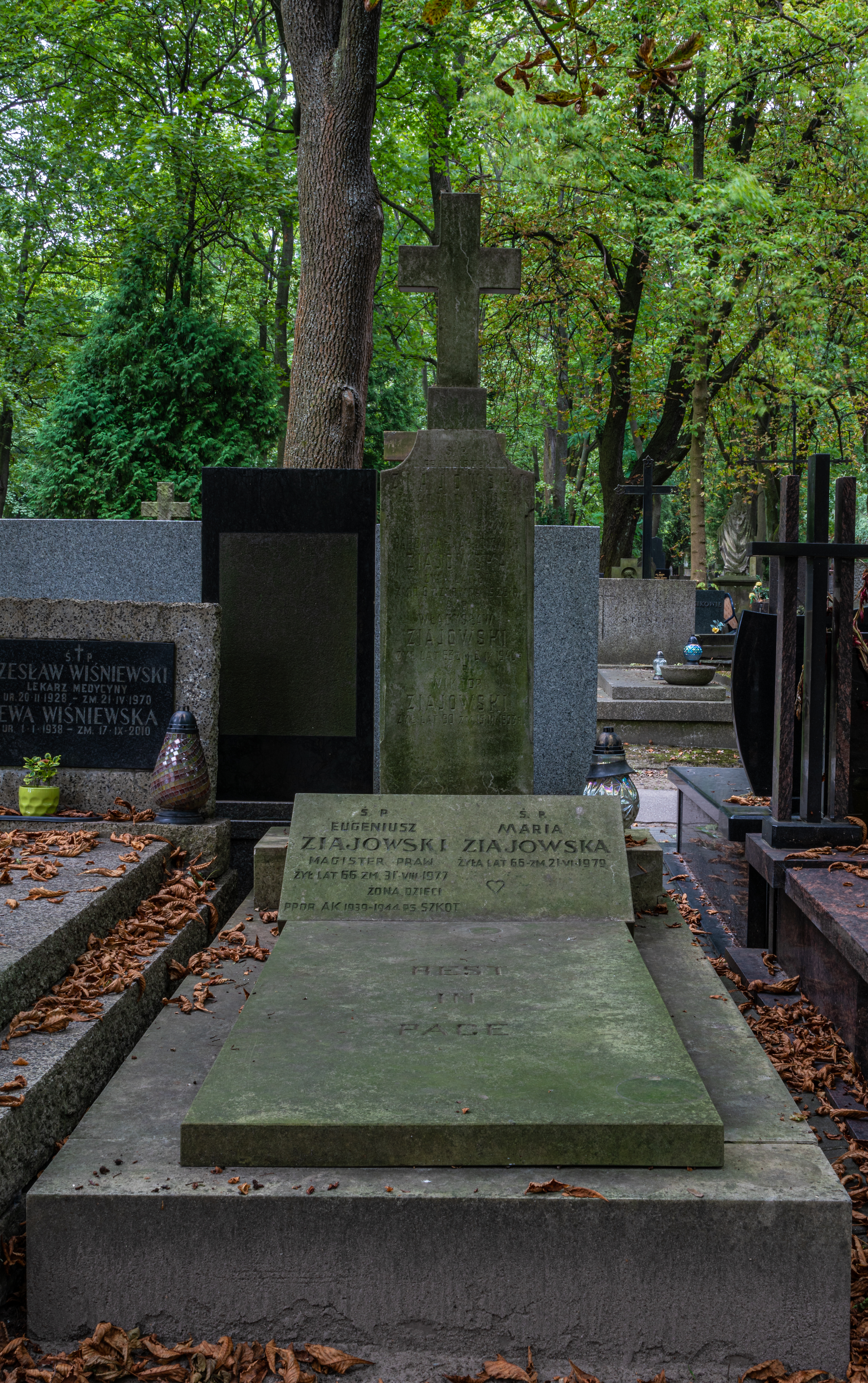
Grób Wiktora Ziajowskiego na cmentarzu Powązkowskim

Wiktor Ziajowski (ur. 16 października 1872 w Warszawie, zm. 15 marca 1953 tamże) – polski bibliotekarz, wieloletni pracownik Biblioteki Ordynacji Krasińskich w Warszawie.

## Życiorys
Pracę w Bibliotece Ordynacji Krasińskich rozpoczął w 1895, mając za sobą cztery klasy gimnazjalne i zdany egzamin czeladniczy na rękawicznika. Związał się z tą placówką na 46 lat, pracując w magazynie i czytelni. Cieszył się opinią pracownika zaangażowanego i sumiennego, o doskonałej znajomości księgozbioru, która wielokrotnie okazywała się niezbędną pomocą dla korzystających z biblioteki pracowników naukowych. Pozostał w pamięci czytelników jako „pan Wiktor”. W 1941 niemiecki Główny Zarząd Bibliotek w Generalnym Gubernatorstwie przeniósł go do pracy w Bibliotece Uniwersyteckiej w Warszawie. Był tam magazynierem, woźnym i szatniarzem.
Jego jubileusz półwiecza pracy zawodowej odnotował w 1945 „Bibliotekarz” (artykuł Zofii Kossonogowej). Uchwałą Prezydium Krajowej Rady Narodowej z 12 czerwca 1946, na wniosek Biblioteki Uniwersytetu Warszawskiego, został odznaczony Srebrnym Krzyżem Zasługi.
Zmarł 15 marca 1953. Został pochowany na cmentarzu Powązkowskim w Warszawie (kwatera 98-2-5).